# Syrphophagus acamas
Syrphophagus acamas är en stekelart som först beskrevs av Trjapitzin 1967.  Syrphophagus acamas ingår i släktet Syrphophagus och familjen sköldlussteklar. Inga underarter finns listade i Catalogue of Life.